# Feldbahn von Andenelle
| Feldbahn von Andenelle                                                                      | Feldbahn von Andenelle |
| ------------------------------------------------------------------------------------------- | ---------------------- |
| Feldbahn-Gleise und Decauville-Kipploren am Dorfplatz von Andenelle mit der Kirche von 1112 |                        |
| Carrière du Bois de Tiarmont (Steinbruch, blau umrandet) Historische topographische Karte   |                        |
| Spurweite:                                                                                  | 600 mm (Schmalspur)    |
|                                                                                             |                        |

Die Feldbahn von Andenelle war eine um 1916–1955 betriebene Schmalspur-Werksbahn in Andenne in der Provinz Namur im wallonischen Teil Belgiens.

## Streckenverlauf
Die Decauville-Bahn mit einer Spurweite von 600 mm verlief vom Steinbruch Doupagne im Bois de Tiarmont an der Route de Haillot nach Norden durch den ehemaligen Ortsteil Andenelle zur Maas.

## Betrieb
Eine kleine Dampflokomotive zog die Wagen. Der Zug wurde Le Coucou (Der Kuckuck) genannt und war noch bis in die 1950er Jahre im Einsatz.
Betreiber des Steinbruchs waren nacheinander Doupagne et Cie (1916), Ougrée-Marihaye (1932) und dann Cockerill, die die Aktivitäten am 4. Juli 1965 einstellten. Carmeuse übernahm daraufhin das Gelände, beutete es aber nicht aus.
Nach seiner Aufgabe blieb der Steinbruch weitgehend unverändert. Er steht heute unter Naturschutz.